# Антонелли, Андреа Кими
Андреа Кими Антонелли (итал. Andrea Kimi Antonelli) (род. 25 августа 2006, Болонья, Италия), также известный как Кими Антонелли (итал. Kimi Antonelli) — итальянский автогонщик. В 2024 году выступал в Формуле-2 за команду Prema Racing. Он выиграл Региональный чемпионат Ближнего Востока Формулы в сезоне 2023 года за команду Mumbai Falcons, ранее участвовал в Итальянской Формуле-4 и в ADAC Формула-4 за команду Prema Racing, выиграв в обеих сериях. Также является участником юниорской академии Mercedes с 2019 года. С 2025 года выступает за команду Mercedes в Формуле-1.

## Биография

### Картинг
Антонелли начал заниматься картингом в возрасте семи лет и добился успехов в ряде категорий этой дисциплины. Он выиграл международный гранд-финал Easykart (Easy 60), Зимний кубок Южной Гарды, Кубок чемпионов WSK, WSK Super Master Series, WSK Euro Series, и стал чемпионом Европы по картингу CIK-FIA два раза подряд в 2020 и 2021 годах.

### Формула-4

#### Итальянская Формула-4

##### 2021 год
В сезоне 2021 года, всего через три недели после того, как ему исполнилось 15 лет, Антонелли дебютировал в формульных гонках в пятом этапе чемпионата Итальянской Формулы-4 в сезоне 2021 года, выступая за команду Prema на трассе «Ред Булл Ринг». Он финишировал лучшим новичком в своей первой гонке и набрав четыре очка за выходные. Снова набрал очки на следующем этапе на «Муджелло». На заключительном этапе на трассе «Монца» Антонелли занял второе место в первой гонке после упорной борьбы с лидером чемпионата Оливером Берманом и занял два третьих места. В итоге Антонелли занял десятое место в турнирной таблице, несмотря на то, что пропустил большую часть сезона, отстав от постоянного гонщика Prema Конрада Лаурсена всего на шесть очков, и занял четвёртое место в чемпионате новичков с четырьмя победами в этой категории.

##### 2022 год
В сезоне 2022 года Антонелли остался в Prema, чтобы участвовать в Итальянской Формуле-4 вместе с Чарли Вурцем, Конрадом Лаурсеном и членами молодёжной программы Ferrari Джеймсом Уортоном и Рафаэлем Камарой. Антонелли сошёл на первом этапе сезона в Имоле из-за проблемы с коробкой передач, лидируя за пять кругов до конца. Он получил повреждение переднего крыла после того, как подрезал бордюр во второй гонке, и был оштрафован за столкновение с напарником по команде Уортоном в третьей гонке, в результате чего опустился с четвёртого на десятое место. Однако следующие этапы принесли успех: две победы на «Мизано» и три победы на «Спа-Франкоршаме» и «Валлелунге». Дальнейшие победы на «Ред Булл Ринге» и «Монце» увеличили преимущество Антонелли, и он завоевал титул, выиграв первую гонку в Муджелло.

#### Формула-4 ОАЭ
Готовясь к своим основным выступлениям в сезоне 2022 года, Антонелли принял участие в чемпионате Формулы-4 ОАЭ. Он занял третье место в гонке, проводимой в рамках гонки поддержки Гран-при Абу-Даби 2021 года. В основном чемпионате изначально должен был участвовать только в третьем этапе, но проблемы со здоровьем у Рафаэля Камары привели к тому, что Антонелли заменил его на первом этапе сезона. Там Антонелли одержал три победы подряд, но последнюю не засчитали из-за штрафа. Поднявшись на подиум на третьем этапе, Антонелли оказался восьмым в турнирной таблице, несмотря на то, что пропустил более половины сезона.

#### ADAC Формула-4
В сезоне 2022 года Антонелли участвовал в чемпионате ADAC Формула-4 параллельно со своим участием в Итальянской Формуле-4. Он одержал две победы на первом этапе в Спа-Франкоршам, а затем полностью доминировал во втором этапе на Хоккенхаймринге, где одержал все возможные победы, поулы и самые быстрые круги. На третьем этапе на «Зандворте» занял обе поул-позиции, завоевал два самых быстрых круга и одержал две победы в первых двух гонках, прежде чем пропустить хет-трик с разницей в 0,058 в третьей гонке с обратной стартовой решёткой, где победу одержал его напарник по команде Конрад Лаурсен. Несмотря на то, что Антонелли пропустил предпоследний этап на «Лаузицринге», Антонелли выиграл чемпионат за одну гонку до конца сезона, одержав победу в первых двух гонках во время финального этапа на «Нюрбургринге».

### Региональный чемпионат «Формулы» Ближнего Востока
Антонелли принял участие в Региональном чемпионате «Формулы» Ближнего Востока в сезоне 2023 года за команду Mumbai Falcons Racing Limited перед своими основными выступлениями в сезоне 2023 года. Антонелли завоевал титул, опередив Тейлора Барнарда из PHM Racing за одну гонку до конца сезона.

### Региональный европейский чемпионат «Формулы»
Было подтверждено, что Антонелли перешёл в Региональный европейский чемпионат «Формулы», оставаясь в Prema на сезон 2023 года. После победы во второй гонке на этапе в «Зандворте», Антонелли завоевал чемпионство, став третьим чемпионом в истории чемпионата после Грегуара Соси и Дино Бегановича.

### Формула-2
Антонелли в 2024 году выступал за Prema Racing, минуя Формулу-3.

### Формула-1
В 2019 году Антонелли был объявлен командой Формулы-1 Mercedes участником юниорской команды Mercedes.
Дебютировал в Формуле-1, приняв участие в первой свободной тренировке на Гран-при Италии 2024 года за рулём Mercedes. В 2025 году Антонелли дебютировал в качестве основного гонщика, став напарником Джорджа Расселла в Mercedes.

## Личная жизнь
Отец Марко — бывший автогонщик, который также является владельцем команды AKM Motorsport, которая выступает в Итальянской Формуле-4. Второе имя Антонелли совпадает с именем чемпиона Формулы-1 в сезоне 2007 года Кими Райкконена, так как отец Антонелли был болельщиком финна. Сам Антонелли уверяет, что его второе имя не в честь Кими Райкконена.

## Результаты выступлений

### Сводная таблица
| Сезон | Серия                                      | Категория / Класс | Команда                   | Старты     | Победы     | Поулы      | БК         | Подиумы    | Очки       | Место      |            |
| ----- | ------------------------------------------ | ----------------- | ------------------------- | ---------- | ---------- | ---------- | ---------- | ---------- | ---------- | ---------- | ---------- |
| 2021  | Итальянская Формула-4                      |                   | Prema Powerteam           | 9          | 0          | 0          | 0          | 3          | 54         | 10         |            |
| 2021  | Формула-3 ЦЕЗ                              |                   | Prema Powerteam           | 2          | 0          | 0          | 0          | 0          | 18         | 9          |            |
| 2021  | Формула-4 ОАЭ                              | Трофейный этап    | Abu Dhabi Racing by Prema | 1          | 0          | 1          | 0          | 1          | —          | 3          |            |
| 2022  | Итальянская Формула-4                      |                   | Prema Racing              | 20         | 13         | 14         | 14         | 15         | 362        | 1          |            |
| 2022  | ADAC Формула-4                             |                   | Prema Racing              | 15         | 9          | 7          | 8          | 12         | 313        | 1          |            |
| 2022  | Формула-4 ОАЭ                              |                   | Prema Racing              | 4          | 2          | 1          | 2          | 4          | 117        | 8          |            |
| 2022  | Формула-4 ОАЭ                              |                   | Abu Dhabi Racing by Prema | 4          | 0          | 0          | 1          | 1          | 117        | 8          |            |
| 2022  | Игры моторных видов спорта                 | Кубок Формулы 4   | Команда италии            | 1          | 1          | 1          | 1          | 1          | —          | 1          |            |
| 2023  | Региональная формула Ближнего Востока      |                   | Mumbai Falcons Racing     | 15         | 3          | 3          | 5          | 7          | 192        | 1          |            |
| 2023  | Региональная формула Европы                |                   | Prema Racing              | 20         | 5          | 4          | 5          | 11         | 300        | 1          |            |
| 2023  | Чемпионат Италии по автогонкам в классе GT | GT3 Pro           | AKM Motorsport            | 2          | 1          | 1          | 2          | 2          | 32         | НКЛ        |            |
| 2024  | Формула-2                                  |                   | Prema Racing              | 26         | 2          | 0          | 4          | 3          | 113        | 6          |            |
| 2024  | Формула-1                                  |                   | Мерседес                  | Тест-пилот | Тест-пилот | Тест-пилот | Тест-пилот | Тест-пилот | Тест-пилот | Тест-пилот | Тест-пилот |
| 2025  | Формула-1                                  |                   | Mercedes                  | 12         | 0          | 0          | 1          | 1          | 63         | 7*         |            |

* Сезон продолжается.

### Формула-1
| Легенда к таблице |                                                                    |
| --- | ------------------------------------------------------------------ |
| В таблице перечислены результаты всех Гран-при Формулы-1, в которых принимал участие гонщик. Строками таблицы являются сезоны, столбцами — этапы чемпионата мира. В каждой клетке указаны сокращённое название этапа и результат, дополнительно обозначенный цветом. Расшифровка обозначений и цветов представлена в нижеследующей таблице. |                                                                    |
| \| Пример \| Описание \| \| ------------ \| ------------------------------------------------------------------ \| \| 1 \| Победитель \| \| 2 \| Второе место \| \| 3 \| Третье место \| \| 5 \| Финишировал, заработав очки \| \| Сход \| Не финишировал, но при этом заработал очки \| \| 12 \| Финишировал, не получив очков \| \| НКЛ \| Финишировал, но не попал в финальную классификацию \| \| 15 \| Участвовал вне зачёта, либо по отдельной классификации \| \| 18 \| Не финишировал, но попал в финальную классификацию \| \| Сход \| Не финишировал \| \| НКВ \| Не прошёл квалификацию \| \| НПКВ \| Не прошёл предквалификацию \| \| ДСК \| Дисквалифицирован \| \| ИСК \| Исключён из протокола соревнований \| \| ТТ \| Заявлен для участия только в тренировках \| \| НС \| Участвовал в квалификации, но не стартовал в гонке \| \| Т \| Травмирован или болен \| \| ОТК \| Отказ от участия \| \| НТР \| Прибыл на соревнования, но на трассу не выезжал \| \| НПР \| Был заявлен в числе участников, но не прибыл к началу соревнований \| \| О \| Соревнования отменены \| \| \| Не участвовал \| \| Поул-позиция \| \| \| Быстрый круг \| \| |                                                                    |
| Пример | Описание                                                           |
| 1 | Победитель                                                         |
| 2 | Второе место                                                       |
| 3 | Третье место                                                       |
| 5 | Финишировал, заработав очки                                        |
| Сход | Не финишировал, но при этом заработал очки                         |
| 12 | Финишировал, не получив очков                                      |
| НКЛ | Финишировал, но не попал в финальную классификацию                 |
| 15 | Участвовал вне зачёта, либо по отдельной классификации             |
| 18 | Не финишировал, но попал в финальную классификацию                 |
| Сход | Не финишировал                                                     |
| НКВ | Не прошёл квалификацию                                             |
| НПКВ | Не прошёл предквалификацию                                         |
| ДСК | Дисквалифицирован                                                  |
| ИСК | Исключён из протокола соревнований                                 |
| ТТ | Заявлен для участия только в тренировках                           |
| НС | Участвовал в квалификации, но не стартовал в гонке                 |
| Т | Травмирован или болен                                              |
| ОТК | Отказ от участия                                                   |
| НТР | Прибыл на соревнования, но на трассу не выезжал                    |
| НПР | Был заявлен в числе участников, но не прибыл к началу соревнований |
| О | Соревнования отменены                                              |
| | Не участвовал                                                      |
| Поул-позиция |                                                                    |
| Быстрый круг |                                                                    |

| Сезон | Команда                       | Шасси                             | Двигатель                                  | Ш | 1     | 2     | 3     | 4      | 5     | 6     | 7        | 8      | 9        | 10    | 11       | 12       | 13  | 14  | 15  | 16       | 17  | 18  | 19  | 20       | 21  | 22  | 23  | 24  | Место | Очки |
| ----- | ----------------------------- | --------------------------------- | ------------------------------------------ | - | ----- | ----- | ----- | ------ | ----- | ----- | -------- | ------ | -------- | ----- | -------- | -------- | --- | --- | --- | -------- | --- | --- | --- | -------- | --- | --- | --- | --- | ----- | ---- |
| 2024  | Mercedes-AMG Petronas F1 Team | Mercedes-AMG F1 W15 E Performance | Mercedes-AMG F1 M15 E Performance 1,6 V6 t | P | БАХ   | САУ   | АВС   | ЯПО    | КИТ   | МАЙ   | ЭМИ      | МОН    | КАН      | ИСП   | АВТ      | ВЕЛ      | ВЕН | БЕЛ | НИД | ИТА тест | АЗЕ | СИН | США | МЕХ тест | САП | ЛАС | КАТ | АБУ | —     | —    |
| 2025  | Mercedes-AMG Petronas F1 Team | Mercedes-AMG F1 W16 E Performance | Mercedes-AMG F1 M16 E Performance 1,6 V6 t | P | АВС 4 | КИТ 6 | ЯПО 6 | БАХ 11 | САУ 6 | МАЙ 6 | ЭМИ Сход | МОН 18 | ИСП Сход | КАН 3 | АВТ Сход | ВЕЛ Сход | БЕЛ | ВЕН | НИД | ИТА      | АЗЕ | СИН | США | МЕХ      | САП | ЛАС | КАТ | АБУ | 7*    | 63*  |

* Сезон продолжается.

### Комментарии
1. 1 2  Получил дополнительные два очка за седьмое место в спринте.